# Jantiura Khan
Jantore Khan (en kazakh Жантөре хан) fou kan de l'Horda Petita Kazakh. Va succeir al seu pare Aichuvak Khan el 1805.
La situació a l'Horda havia esdevingut ingovernable i ningú exercia el control. Aichuvak de fet vivia en territori rus, era molt vell i quan es va posar malalt greu va abdicar en el seu fill. Karatai, fill de Nurali Khan governava sobre una fracció; els karakalpaks i una altra part dels kazakhs estaven sota el govern d'Abu l-Ghazi Khan; i milers de kazakhs havien fugit a l'oest del riu Ural i s'havien unit a l'Horda de Bukey. Els russos van annexionar vers 1806 el districte d'Iletsk, que tenia riques mines de sal, que va quedar inclòs dins la línia d'Orenburg, i fou repoblat amb russos.
Va intentar exercir el control però només tenia el suport d'alguns clans al nord; Karatai i Bukey el van assassinar el 1809. Durant més de dos anys Karatai Khan va ser l'únic kan però no fou reconegut per tots els kazakhs ni pels russos. El 1812 finalment, Shirgazy Khan (Sergazy Khan), germà de Jantiura, fou elegit kan i reconegut per Rússia però al mateix temps Bukey Khan fou també reconegut kan de la seva horda.